# Fahrenheit (achtbaan)
Fahrenheit is een stalen achtbaan in het Amerikaanse attractiepark Hersheypark.

## Algemene informatie
Fahrenheit is gebouwd door Intamin AG en opende op 25 mei 2008. Wanneer Hersheypark in de Halloweensfeer zit, is de achtbaan bekend onder de naam Fearenheit. De bouw van Fahrenheit kostte 12,1 miljoen dollar. De achtbaan maakt gebruik van een verticale kettingoptakeling en heeft een eerste afdaling met een hoek van 97 graden.

## Technische informatie
- Baanlengte: 823 m
- Baanhoogte: 37 m
- Aantal inversies: 6
  - 1x een Norwegian Loop
  - 1x een cobrarol
  - 2x een kurkentrekker
- Ritduur: 1:25 min
- Maximale snelheid: 93 km/h
- Achtbaantreinen: 3 treinen met 3 wagons met 2 rijen per wagon voor 2 personen; 12 personen per trein

Huidig: 
Comet ·
Fahrenheit ·
Great Bear ·
Lightning Racer ·
Roller Soaker ·
Sidewinder ·
SooperDooperLooper ·
Storm Runner ·
Trailblazer ·
Wild Mouse ·
Wildcat
Verdwenen: 
Little Comet ·
Twin Toboggans ·
Wildcat